# 藤が丘駅 (愛知県)
藤が丘駅（ふじがおかえき）は、愛知県名古屋市名東区藤が丘にある名古屋市営地下鉄・愛知高速交通の駅である。名古屋市営地下鉄東山線と愛知高速交通東部丘陵線（リニモ）の2路線が乗り入れる。駅番号は名古屋市営地下鉄がH22、愛知高速交通がL01。

## 歴史
- 1969年（昭和44年）4月1日：名古屋市営地下鉄東山線藤ヶ丘駅開業。
- 2004年（平成16年）10月6日：周辺の町名に合わせ藤が丘駅に改称[1][2]。
- 2005年（平成17年）3月6日：愛知高速交通東部丘陵線（リニモ）藤が丘駅開業[3]。
- 2011年（平成23年）2月11日：地下鉄・市バス・名鉄バスでmanacaの使用開始。
- 2016年（平成28年）
  - 2月29日：可動式ホーム柵使用開始。これをもって東山線全駅に整備が完了した。
  - 3月12日：愛知高速交通東部丘陵線でICカード乗車券manacaの使用開始[4]。

## 名古屋市営地下鉄

### 駅構造
相対式ホーム2面2線を有する高架駅で可動式ホーム柵が設置されている。北側に引き上げ線2線を持つ。改札口はコンコースを挟んで南北に1ヶ所ずつ、出入口は3ヶ所（北改札側にある2番出入口は東西双方に出られる）ある。バリアフリー対応として出入口（南改札外）に1基、各ホームに1基ずつ、合計3基のエレベーターが設置されている。この駅の先に地下鉄の車両基地である名古屋市交通局藤が丘工場があり、線路は長久手市方面へ続いている。
当駅は、東山線運転区が管轄している。
駅敷地内（北改札外）に「ファミリーマート東山線藤が丘駅店」が営業している。

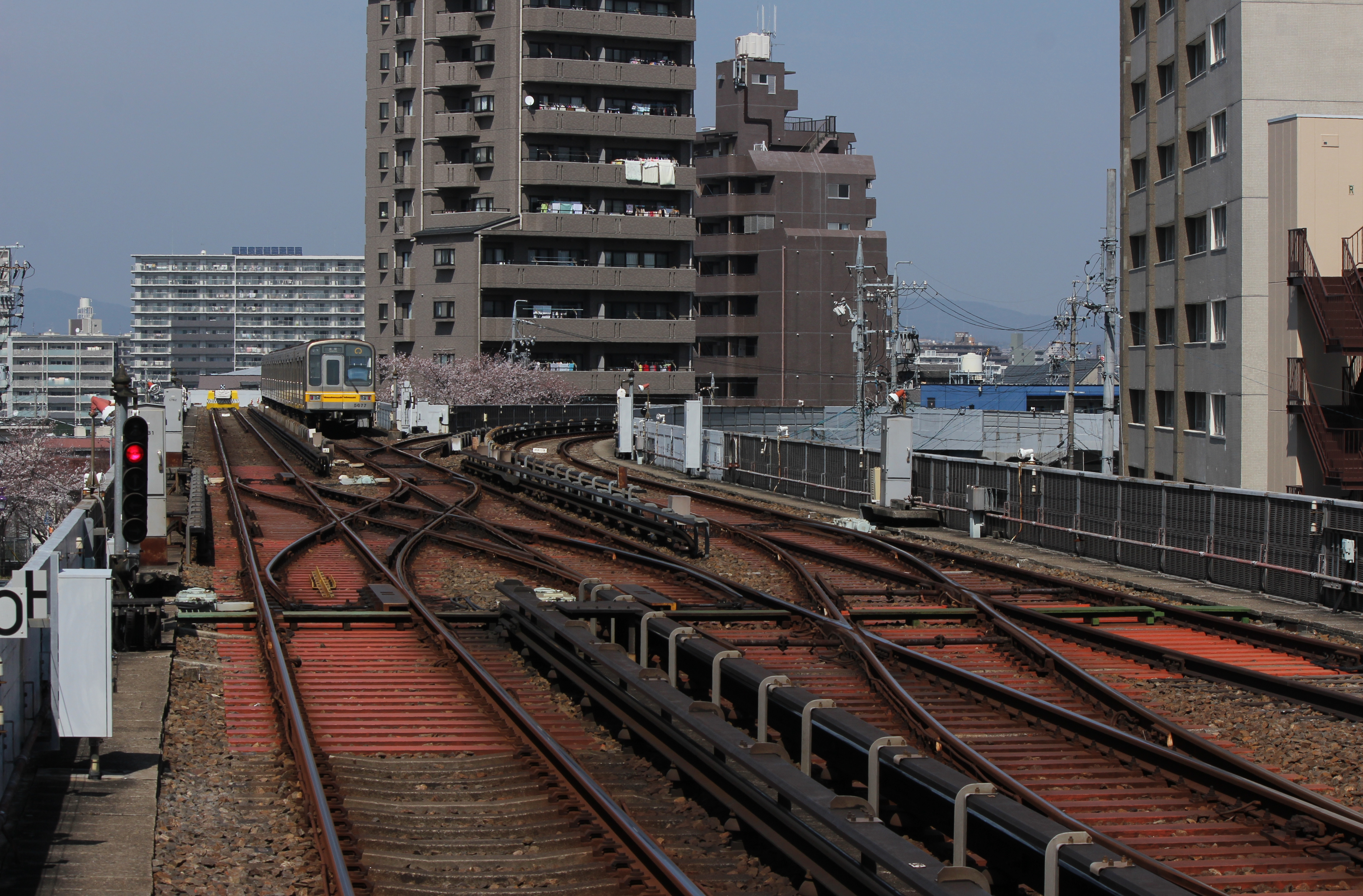
左側が留置線で大きく右側に分岐していくのが藤が丘工場へ向かう線路
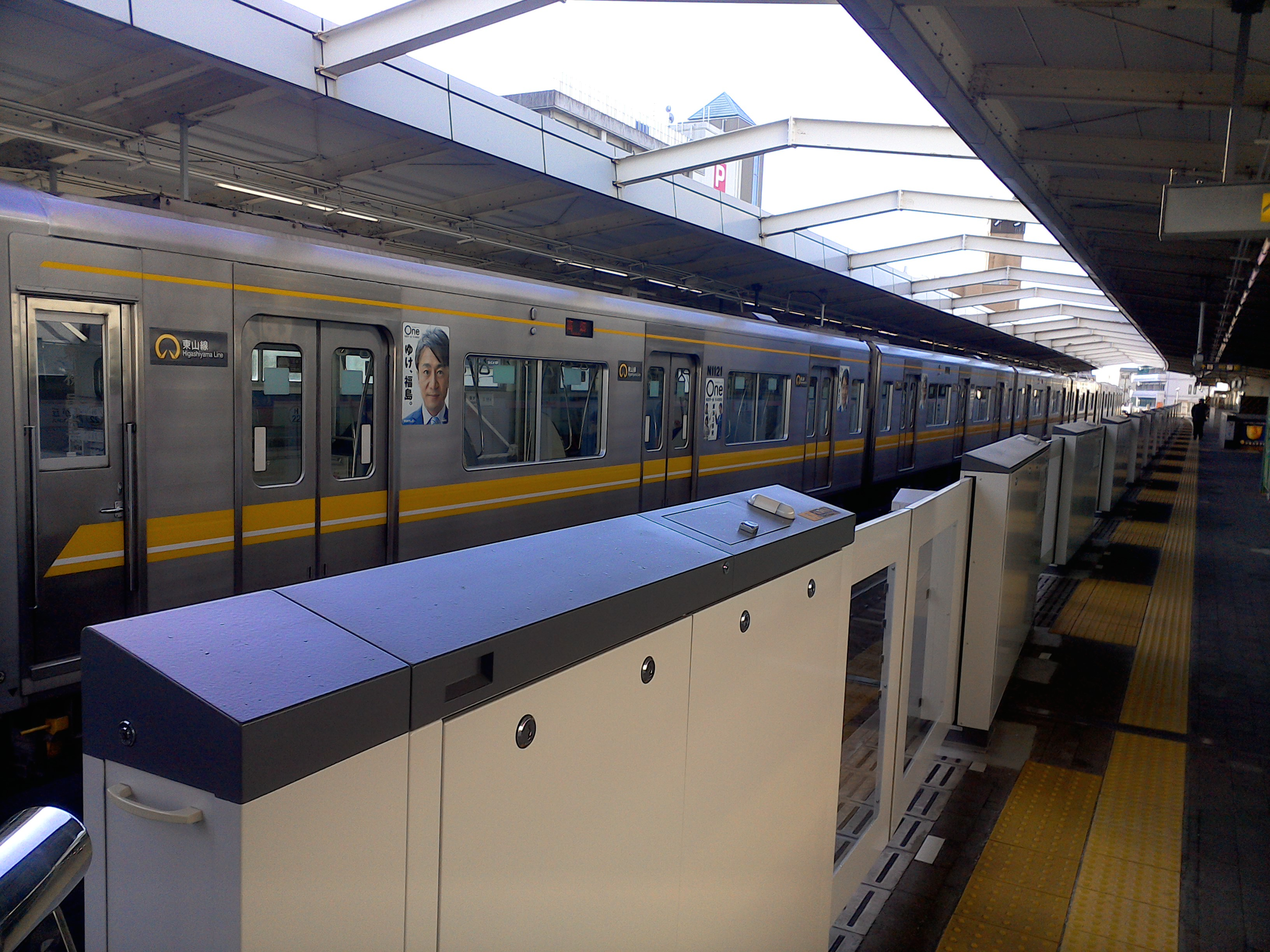
プラットホーム
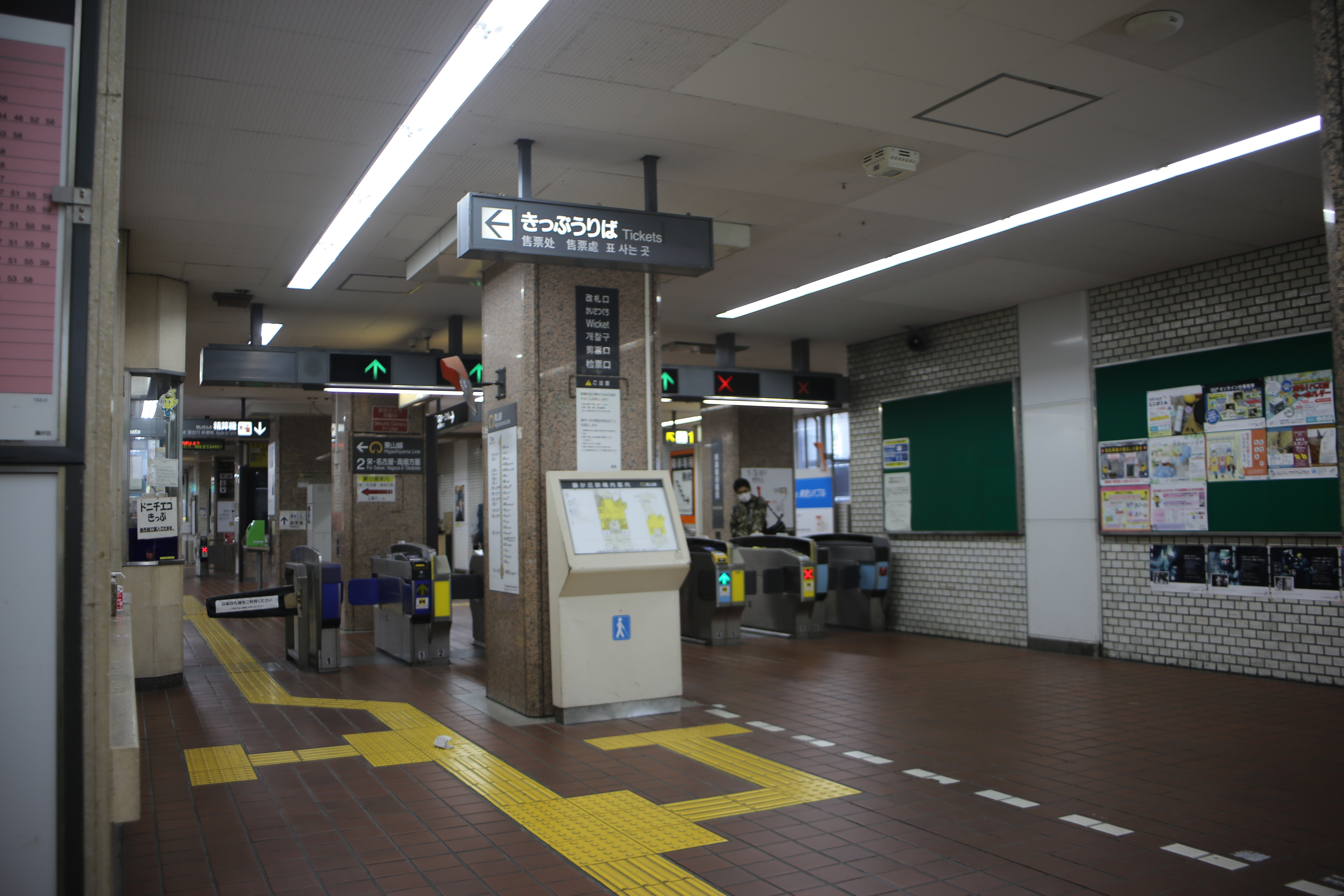
改札口

### のりば

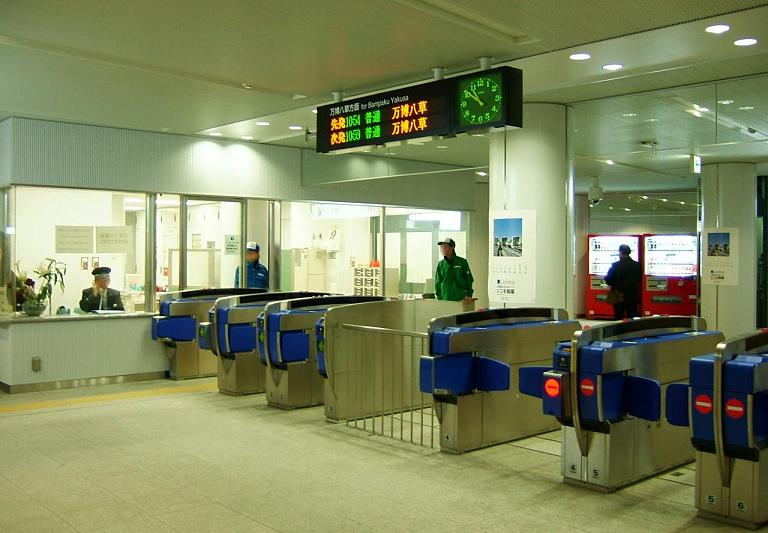
改札口
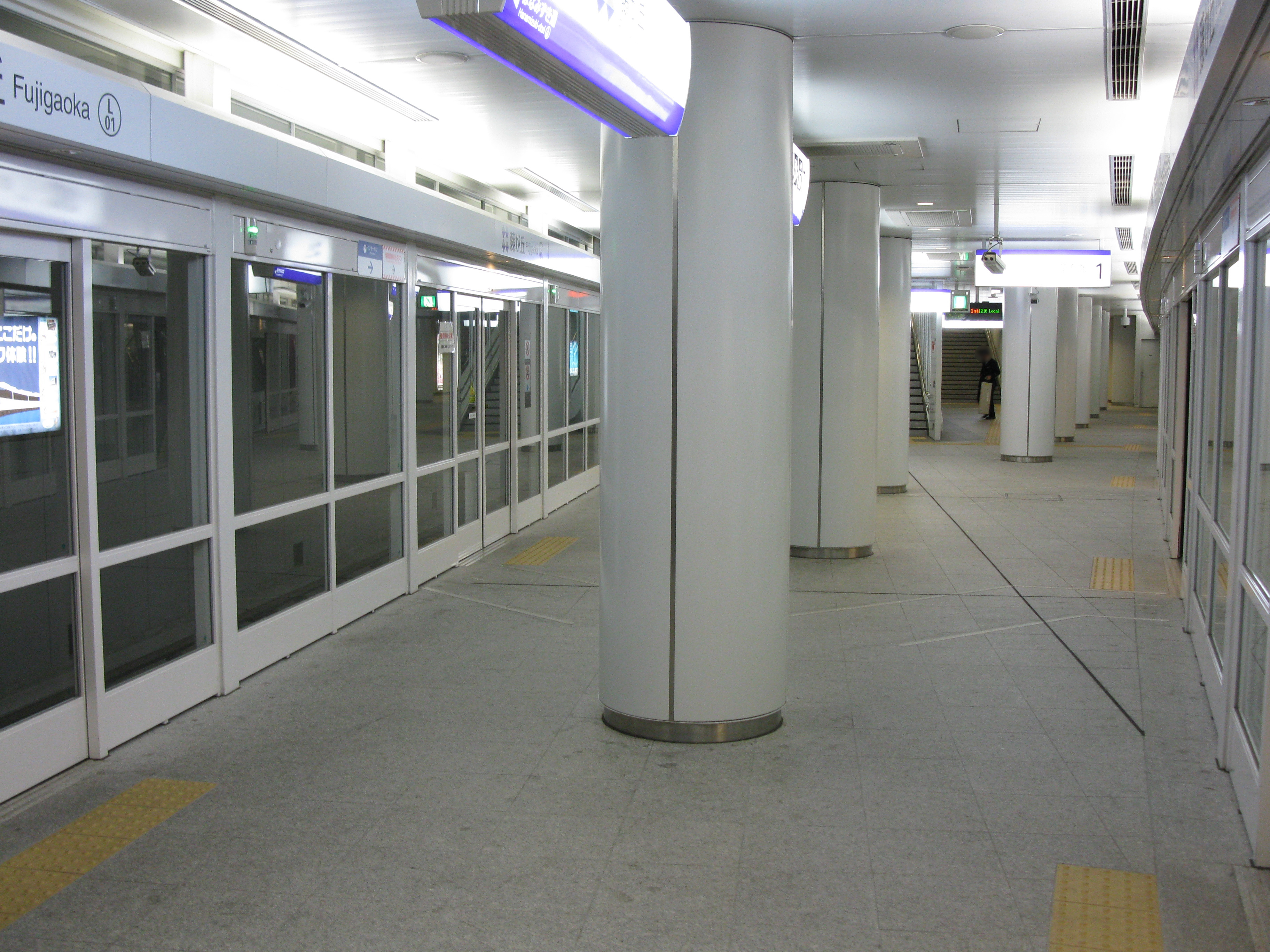
プラットホーム
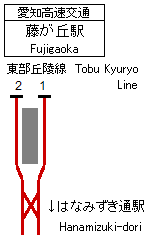
配線図

| ホーム | 路線   | 行先                 |
| ------ | ------ | -------------------- |
| 1      | 東山線 | （降車ホーム）       |
| 2      | 東山線 | 栄・名古屋・高畑方面 |

### 利用状況
名古屋市交通局HPによると、2019年度の一日平均乗車人員は30,666人である。東山線の駅では、名古屋・栄・伏見に次いで4番目。名古屋市営地下鉄全駅では87駅中6位名古屋、栄、金山、伏見、矢場町に次ぐ。
| 年度 | 利用者数（人） | 備考             |
| ---- | -------------- | ---------------- |
| 2000 | 24,545         |                  |
| 2001 | 26,671         |                  |
| 2002 | 27,485         |                  |
| 2003 | 25,421         |                  |
| 2004 | 25,240         |                  |
| 2005 | 34,607         | 万博開催期間含む |
| 2006 | 26,782         |                  |
| 2007 | 27,682         |                  |
| 2008 | 28,093         |                  |
| 2009 | 27,809         |                  |
| 2010 | 28,518         |                  |
| 2011 | 27,496         |                  |
| 2012 | 28,311         |                  |
| 2013 | 29,424         |                  |
| 2014 | 29,462         |                  |
| 2015 | 30,259         |                  |
| 2016 | 30,678         |                  |
| 2017 | 31,117         |                  |
| 2018 | 31,172         |                  |
| 2019 | 30,666         |                  |

## 愛知高速交通

### 駅構造
島式ホーム1面2線を有する地下駅。改札口は1ヶ所、出入口は3ヶ所ある。コンコースとホームは藤が丘effeの地下に東西に延びており、地下鉄駅舎から見るとやや東側に位置している。バリアフリー対応として各出入口に1基ずつ、改札内に1基、合計4基のエレベーターが設置されている。安全対策としてフルスクリーンタイプのホームドアを設置。

### のりば
| 番線 | 路線        | 行先     |
| ---- | ----------- | -------- |
| 1・2 | ■東部丘陵線 | 八草方面 |

- 改札口
- プラットホーム
- 配線図

### 利用状況
『ながくての統計』各号によると、乗車人員の推移は以下の通りである。
| 年                 | 年間    | 年間    | 一日平均< | 一日平均< | 備考             |
| 年                 | 総数    | 定期    | 総数      | 定期      | 備考             |
| ------------------ | ------- | ------- | --------- | --------- | ---------------- |
| 2004（平成16）年度 | 407914  | 78120   | 16317     | 3125      | 2005年3月6日開業 |
| 2005（平成17）年度 | 5216979 | 931620  | 14329     | 2588      | 万博開催         |
| 2006（平成18）年度 | 2110255 | 1093200 | 5823      | 3037      | [ 10 ]           |
| 2007（平成19）年度 | 2352945 | 1228170 | 6485      | 3412      | [ 10 ]           |
| 2008（平成20）年度 | 2484050 | 1331610 | 6856      | 3699      | [ 10 ]           |
| 2009（平成21）年度 | 2537661 | 1425840 | 7007      | 3961      | [ 10 ]           |
| 2010（平成22）年度 | 2686186 | 1551390 | 7418      | 4309      | [ 10 ]           |
| 2011（平成23）年度 | 2805387 | 1676280 | 7741      | 4656      | [ 11 ]           |
| 2012（平成24）年度 | 2861427 | 1698780 | 7904      | 4719      | [ 11 ]           |
| 2013（平成25）年度 | 2970267 | 1765920 | 8205      | 4905      | [ 11 ]           |
| 2014（平成26）年度 | 2943460 | 1729980 | 8130      | 4806      | [ 11 ]           |
| 2015（平成27）年度 | 3130425 | 1831530 | 8636      | 5088      | [ 11 ]           |
| 2016（平成28）年度 | 3297637 | 1917120 | 9108      | 5325      | [ 12 ]           |
| 2017（平成29）年度 | 3610054 | 2107110 | 9971      | 5853      | [ 12 ]           |
| 2018（平成30）年度 | 3647417 | 2186100 | 10076     | 6073      | [ 12 ]           |
| 2019（令和元）年度 | 3708724 | 2320710 | 10239     | 6446      | [ 12 ]           |
| 2020（令和02）年度 | 2199419 | 1306440 | 6076      | 3629      | [ 12 ]           |
| 2021(令和03）年度  | 2809772 | 1776030 | 7765      | 4933      |                  |
| 2022（令和04）年度 | 3387870 | 2028060 | 9359      | 5634      |                  |

## 藤が丘バスターミナル

### バス路線

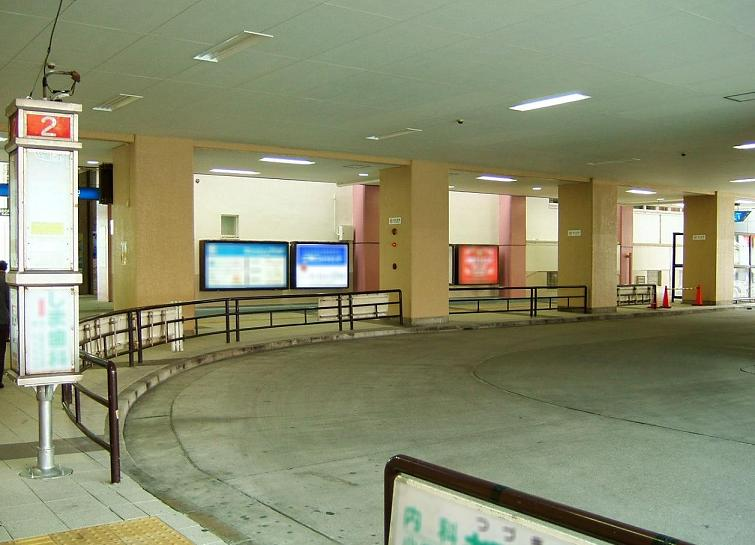
藤が丘バスターミナル

#### 名古屋市営バス
「藤が丘」バス停留所 - 駅西側の、市バスターミナルに発着。
- 1番のりば
  - 幹藤丘1号系統：四軒家方面、本地住宅行き
  - 藤丘12号系統：四軒家方面、東谷山フルーツパーク行き
  - 森・藤系統：四軒家方面、大森車庫行き

- 2番のりば
  - 藤丘11号系統：天子田方面、名鉄印場行き
  - 藤丘11号系統：東猪子石方面、引山行き
  - 深夜1号系統：今池方面、栄行き

#### 名鉄バス

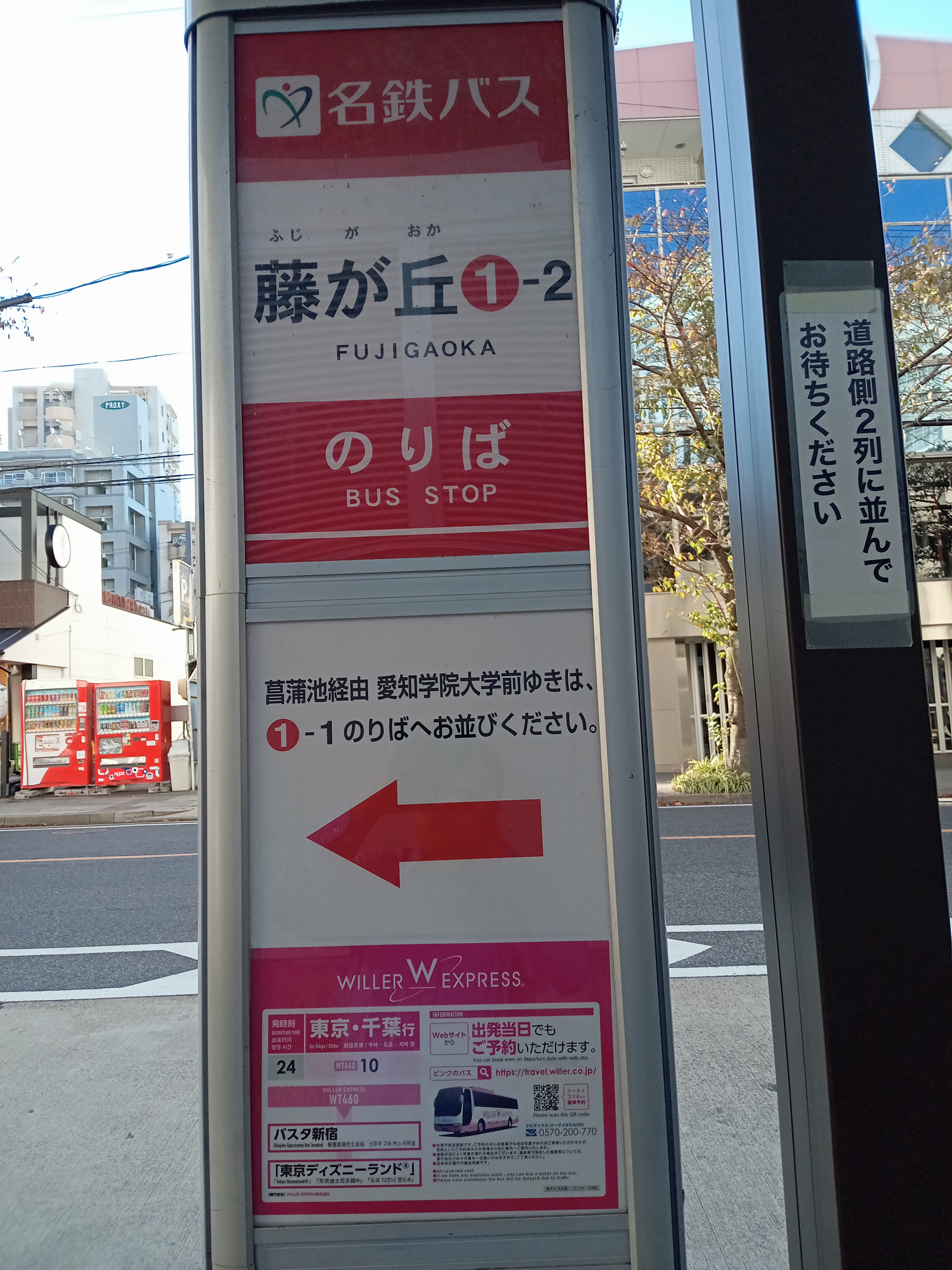
effe南側の名鉄バス1番乗り場。愛知学院大学への続行便対策で1-1・1-2に分かれている。なお1番乗り場はWILLER EXPRESSと共用している。

「藤が丘」バス停留所 - 駅東側の、藤が丘effe周辺に発着。
なお、【　】内は系統番号。
- 1番のりば[注釈 3]
  - 【60】：菖蒲池・愛知学院大学西経由、愛知学院大学前行き

- 2番のりば
  - 【66】：長久手住宅・砂子・長久手古戦場駅経由、トヨタ博物館前行き
  - 【67】：長久手住宅・砂子経由、トヨタ博物館前行き
  - 【65】：長久手住宅・砂子経由、長久手古戦場駅行き
  - 【70】：長久手住宅・竹の山北・岩根経由、星ヶ丘行き
  - 【69】：長久手住宅・竹の山北・名古屋外国語大学・学芸大西経由、愛知学院大学前行き

- 3番のりば
  - 【68】：愛知淑徳大学行き

- 4番のりば
  - 【53】：四軒家経由、愛知医科大学病院行き
  - 【55】：平和橋経由、愛知医科大学病院行き
  - 【54】：（快速）愛知医科大学病院行き
  - 【50】：四軒家経由、瀬戸駅前行き
  - 【52】：四軒家・愛知医科大学病院経由、瀬戸駅前行き

- 5番のりば
  - 【43】：長久手口・長久手市役所・岩作・本地口経由、瀬戸駅前行き
  - 【44】：長久手口・長久手市役所・岩作・長久手福祉の家・本地口経由、瀬戸駅前行き
  - 【40】：平和橋・長久手市役所・岩作・本地口経由、菱野団地行き
  - 【41】：長久手口・長久手市役所・岩作・長久手福祉の家・本地口経由、菱野団地行き
  - 【45】：長久手口・長久手市役所経由、長久手福祉の家行き

- 6番のりば
  - 【NGO】：中部国際空港行き
  - 【31】：四軒家・市役所・栄経由、名鉄バスセンター行き（基幹バス）

#### 豊鉄バス
「藤が丘駅」バス停留所 - 名鉄バス同様、駅東側の藤が丘effe周辺に発着。
- 6番のりば
  - 山の湊号：新東名高速道路経由亀姫通（新城駅南）行き（高速バス）

#### WILLER EXPRESS
「藤が丘駅前」バス停留所 - effe南側の名鉄バス乗り場より発着。
- 1-1番のりば
  - バスタ新宿・TDL行き（夜行便）

#### その他のバス
このほか、長久手市コミュニティバス「N-バス」藤が丘線が駅東側に停車する（市バスや名鉄バスのターミナルには乗り入れない）。

## 周辺

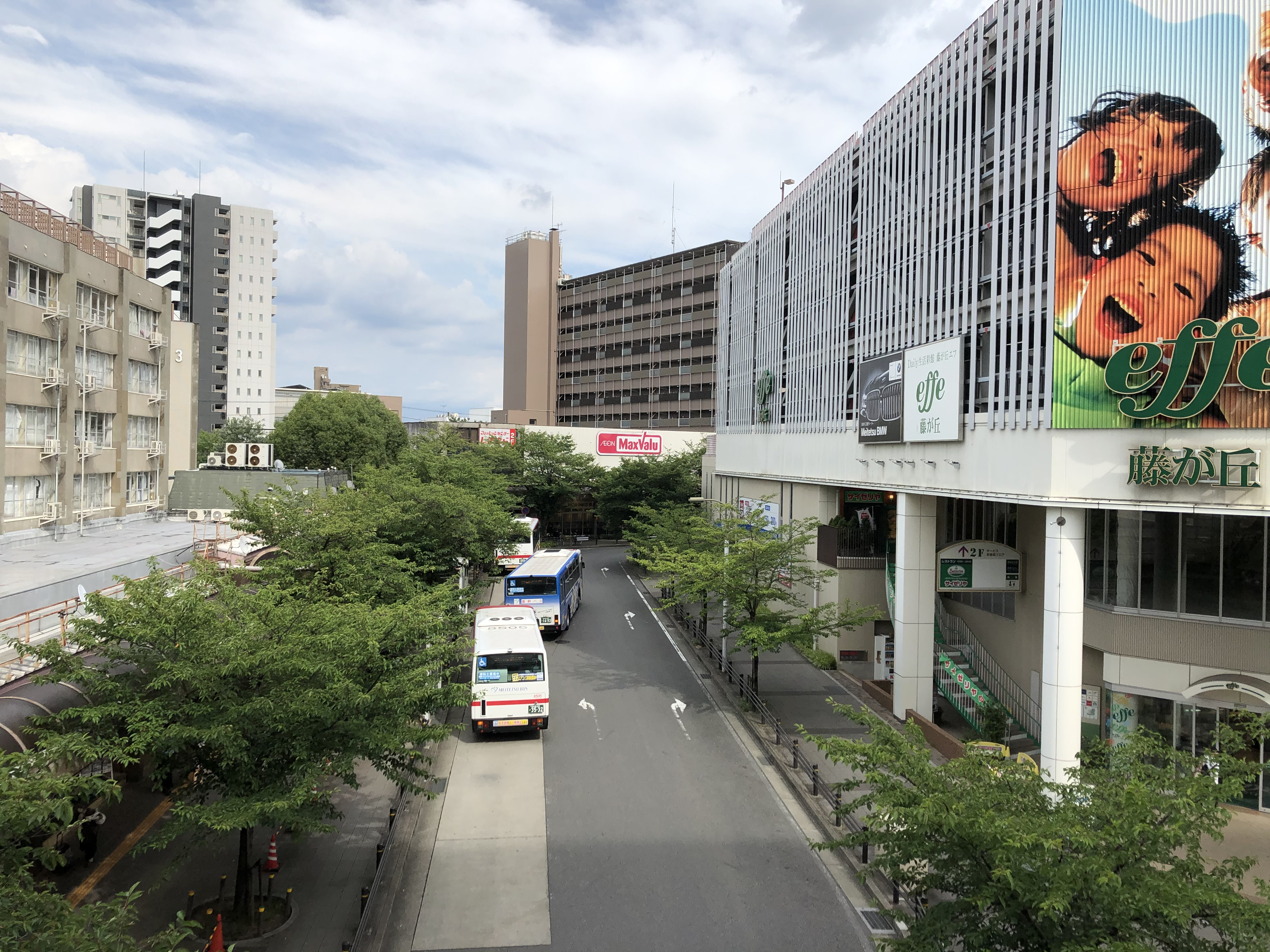
藤が丘effe

地下鉄東山線の東側の終点で、バスターミナルとなっており、名古屋市中心部から市東部や長久手市、さらには尾張旭市や瀬戸市、日進市北部への中継点となっている。地下鉄の交通圏と自家用車の交通圏の境目にもあたり、駅周辺には商業施設や飲食店、金融機関などが点在する。また周辺に大学や高校も多く、その学校へのバスも出ていることから学生・生徒も多い。また学校のみならず、いくつかの企業の工場や温泉（長久手市・豊田市方面）、日帰り入浴施設への送迎バスが出ている。なお当駅は名古屋市と長久手市の境界近くにあり、長久手市の一部（平池、塚田など）は、当駅からの徒歩圏である。

### 施設
- 藤が丘中央商店街
  - マックスバリュ 藤が丘店
- 藤が丘effe（）[注釈 4][注釈 5]
  - 成城石井 名古屋藤が丘エフ店
- 藤が丘愛昇殿
- 明が丘公園
- ホテルルートインGrand名古屋藤が丘駅前(2024年12月25日オープン)[16]
- ami ami（Lei ed lui：レイ・エ・ルイ）[17]
  - ami ami annex（GAZA藤が丘）
- 名古屋市交通局 藤が丘工場
- 名古屋市交通局研修所
- 名古屋藤丘郵便局
- 名古屋豊が丘郵便局
- 三菱UFJ銀行 藤ヶ丘支店
- あいち銀行 藤が丘支店
- 名古屋銀行 藤が丘支店
- 百五銀行 藤が丘支店
- 名古屋市立藤が丘小学校
- 名古屋市立藤森中学校
- 東海歯科医療専門学校
- 愛知県道6号力石名古屋線
- 平和堂長久手店
- 名鉄バス 藤が丘出札[18]

## 地名
明治時代までは藤森村であったため、付近には藤森、藤里といった「藤」にちなんだ地名がある。また、丘陵地であるため付近には「○○が丘」という地名も多い。

## 備考
地下鉄は当初は猪子石や高針に引かれる案もあったが、車庫等の用地を無償提供するなど地元の熱心な運動により、藤が丘への誘致が実現した。
地下鉄は高架駅であるのに対し、リニモは地下駅である。東山線の開業当時の藤が丘周辺は開発途上であり、用地買収が容易であったので地下構造にする必要がなかった。しかしリニモ建設時には既に住宅などが建ち並び用地の確保が困難であったことと、藤が丘駅が丘陵地にあることから、線形（勾配）の問題によって地下駅となった。
地下鉄開業当時、当駅まで直通する列車は4本（平日）又は5本（休日）に1本であり（約15分間隔）、残りは星ヶ丘駅折り返しであった。しかし、1971年（昭和46年）に3本（平日）又は4本（休日）に1本、1975年（昭和50年）に2本に1本と順次増発され、1982年（昭和57年）の高畑駅延伸時より原則として全列車当駅発着となっている。
2005年日本国際博覧会（愛・地球博）開催期間中の駅周辺は混雑を呈していた(藤が丘問題参照)。そのため、駅前に設置された『藤が丘リニモ広場』にはリニモの乗客の長い列ができていた。乗客はこの広場を通って、松坂屋ストア側の入口からホームへ行くことになっていたが、地下の切符売り場を使用することはほぼ不可能なので、まず広場内の臨時切符売り場で乗車券を購入してから、列に合流していた。トランパスなど既に乗車券類を所持している客はそのまま列に並んでいた。また、地下鉄のりばに近い出入口は混雑時は出口専用となっていた。なお、万博終了後に広場は閉鎖され、2006年（平成18年）11月1日に広場跡地に商業ビル「藤が丘effe（）」が開業した。
地下鉄の1番のりばに到着する列車は、入庫以外でも全て引き上げ線に入れてから2番のりばへと折り返す為、ワンマン運転開始後に車内自動放送が更新され、桜通線で採用されている終着案内の注意喚起放送が流されるが、桜通線と異なり駅に到着後ドアが開いてから流れる仕様となっている。

## 隣の駅
名古屋市営地下鉄
- 東山線
  - 本郷駅 (H21) - 藤が丘駅 (H22)

愛知高速交通
- ■東部丘陵線（リニモ）
  - 藤が丘駅 (L01) - はなみずき通駅 (L02)